# Joshua Zirkzee
Joshua Orobosa Zirkzee (Schiedam, 22 maggio 2001) è un calciatore olandese, attaccante del Manchester Utd e della nazionale olandese.

## Biografia
È nato nei Paesi Bassi da padre olandese e madre nigeriana. Il suo secondo nome, Orobosa, in lingua esan nigeriana, significa “nelle mani di Dio”. È nato a Schiedam (Rotterdam), ma è cresciuto a Spijkenisse, località nel comune di Nissewaard.

## Caratteristiche tecniche
È un attaccante dotato tecnicamente, abile nel difendere il pallone spalle alla porta e a scaricare per i compagni. In possesso di un'ottima visione di gioco, controllo di palla e dribbling, si dimostra anche altruista e generoso in ripiegamento difensivo. Ha ricoperto spesso il ruolo di attaccante esterno, ruolo che predilige e che pare essere il suo ruolo naturale. È agile nello stretto e forte fisicamente, pur non eccellendo nel colpo di testa, né nella finalizzazione. È noto per la sua propensione a giocate imprevedibili ed eleganti, volte comunque ad aiutare la sua squadra.

## Carriera

### Club

#### Esordi e Bayern Monaco
All'età di cinque anni, nel 2006, entra nel settore giovanile dell'Hekelingen, dopo il trasferimento della famiglia nella città di Spijkenisse. Nel 2010 entra nel vivaio dello Spartaan '20, dove gioca insieme al cugino Nelson Amadin. Nel 2013 si sposta nel settore giovanile dell'ADO Den Haag e nel 2016 nel vivaio del Feyenoord. Nel 2017 lascia i Paesi Bassi e approda nel vivaio del Bayern Monaco crescendo al Bayern Campus.
L'11 dicembre 2019 ha debuttato con la prima squadra, subentrando nell'incontro della fase a gironi di UEFA Champions League vinto per 3-1 contro il Tottenham. Sette giorni dopo ha esordito anche in Bundesliga, subentrando al 90º minuto di gioco dell'incontro vinto per 3-1 contro il Friburgo e sbloccando il risultato con il gol del momentaneo 2-1, segnato al 92º minuto. Si è ripetuto tre giorni dopo, segnando contro il Wolfsburg (2-0) all'85º minuto di gioco, a pochi secondi dall'ingresso in campo. Conclude la prima stagione da professionista con 4 reti in 12 presenze complessive.
Nell'annata 2020-2021, a causa dell'arrivo in squadra di Choupo-Moting, il suo spazio in campo è drasticamente ridotto.

#### Prestiti al Parma e all'Anderlecht
Il 1º febbraio 2021 viene prelevato dal Parma in prestito con diritto di riscatto per 15 milioni più il 7,5% di una futura rivendita. Il 7 febbraio seguente esordisce con i ducali, oltre che in Serie A, in occasione della sconfitta per 0-3 contro il Bologna, rilevando al 55' Andreas Cornelius. Nel mese di marzo rimedia una lesione al legamento collaterale del ginocchio, che lo costringe a chiudere anzitempo la stagione.
Il 3 agosto 2021 viene ceduto nuovamente in prestito, questa volta con la formula del prestito secco, all'Anderlecht. Esordisce con i biancomalva il 5 agosto, in occasione del terzo turno di qualificazione di Conference League contro il Laçi, subentrando al 62' a Benito Raman. Il 15 agosto sigla le prime reti e la prima doppietta in campionato, nella trasferta contro il Cercle Bruges. Conclude la stagione belga con 18 gol e 13 assist in 47 presenze tra campionato, coppa nazionale e Conference League.

#### Bologna
Inizia la stagione 2022-2023 tra le file del Bayern, con cui vince la Supercoppa tedesca e inizia il campionato, restando in rosa fino al 30 agosto 2022, quando viene acquistato dal Bologna, in Serie A per 8,5 milioni di euro, più il 40% sulla futura plusvalenza e una clausola di acquisto da 40 milioni valida per il solo Bayern. Esordisce con i felsinei nel campionato di Serie A il 4 settembre nella partita in casa dello Spezia, subentrando al 62' a Riccardo Orsolini. Il 16 ottobre, invece, segna la sua prima rete in massima serie nella partita persa per 3-2 in casa del Napoli.
Nell'annata seguente, in seguito alla cessione di Marko Arnautović all'Inter, Zirkzee si afferma come titolare della squadra guidata da Thiago Motta, risultando fra i migliori giocatori della formazione emiliana nella prima fase del campionato, e vincendo anche il premio AIC come miglior calciatore dei mesi di novembre e dicembre del 2023. Il 10 dicembre 2023, mette a referto una doppietta nel 1-2 esterno sulla Salernitana. Dieci giorni dopo, il 20 dicembre, dopo essere subentrato nei minuti finali dei tempi regolamentari della sfida contro l'Inter (valida per gli ottavi di Coppa Italia) al Meazza, serve due assist, rispettivamente, a Sam Beukema e Dan Ndoye nei tempi supplementari, contribuendo così al 2-1 finale che permette al Bologna di passare ai quarti di finale. Ai quarti i falsinei vengono eliminati dalla Fiorentina, vittoriosa per 5-4 dopo i tiri di rigore, nonostante Zirkzee avesse trasformato il penalty di sua competenza. Conclude la stagione, che vede il Bologna terminare quinto in classifica e qualificarsi alla Champions League, con 11 reti e 4 assist, venendo nominato anche miglior giocatore Under 23 del campionato dalla Lega Serie A.

#### Manchester United
Il 14 luglio 2024 viene acquistato a titolo definitivo per 42,5 milioni di euro (di cui circa 26 milioni vanno al Bologna e la restante parte al Bayern Monaco) dal Manchester Utd, con cui sottoscrive un accordo quinquennale fino al 30 giugno 2029. Debutta in campionato il 16 agosto 2024, subentrando a Mason Mount nella vittoria per 1-0 contro il Fulham, dove segna anche il gol della vittoria al minuto 87. Il 6 marzo 2025 segna la sua prima rete nelle competizioni europee, andando a segno nella partita pareggiata per 1-1 in casa della Real Sociedad nell'andata degli ottavi di finale di Europa League.

### Nazionale
Dopo aver rappresentato i Paesi Bassi in tutte le nazionali giovanili (dall'U-15 all'U-19), nel 2020 viene convocato per la prima volta in nazionale Under-21, facendo il suo esordio l'8 ottobre nella partita casalinga di qualificazione al campionato europeo 2021 contro Gibilterra.
Il 1º marzo 2024 viene convocato per la prima volta in nazionale maggiore, senza tuttavia esordire a causa di un infortunio. Inizialmente escluso dal CT Ronald Koeman dalla lista dei convocati per il campionato d'Europa 2024, viene chiamato in extremis a partecipare al torneo al posto dell'infortunato Teun Koopmeiners. Nel corso del torneo fa il suo esordio con la massima selezione olandese subentrando nel finale della sfida vinta 2-1 contro la Turchia, valevole per i quarti di finale.
Il 7 settembre 2024, alla prima presenza da titolare, realizza il suo primo gol con la nazionale nel successo per 5-2 contro la Bosnia ed Erzegovina in Nations League.

## Statistiche

### Presenze e reti nei club
Statistiche aggiornate al 17 maggio 2025.
| Stagione                | Squadra                 | Campionato              | Campionato | Campionato | Coppe nazionali | Coppe nazionali | Coppe nazionali | Coppe continentali | Coppe continentali | Coppe continentali | Altre coppe | Altre coppe | Altre coppe | Totale | Totale | Totale |
| Stagione                | Squadra                 | Comp                    | Pres       | Reti       | Comp            | Pres            | Reti            | Comp               | Pres               | Reti               | Comp        | Pres        | Reti        | Pres   | Reti   |        |
| ----------------------- | ----------------------- | ----------------------- | ---------- | ---------- | --------------- | --------------- | --------------- | ------------------ | ------------------ | ------------------ | ----------- | ----------- | ----------- | ------ | ------ | ------ |
| 2018-2019               | Bayern Monaco II        | RL                      | 10+2       | 4          | -               | -               | -               | -                  | -                  | -                  | -           | -           | -           | 12     | 4      |        |
| 2019-2020               | Bayern Monaco II        | 3L                      | 16         | 2          | -               | -               | -               | -                  | -                  | -                  | -           | -           | -           | 16     | 2      |        |
| 2020-gen. 2021          | Bayern Monaco II        | 3L                      | 4          | 0          | -               | -               | -               | -                  | -                  | -                  | -           | -           | -           | 4      | 0      |        |
| Totale Bayern Monaco II | Totale Bayern Monaco II | Totale Bayern Monaco II | 30+2       | 6          |                 | -               | -               |                    | -                  | -                  |             | -           | -           | 32     | 6      |        |
| 2019-2020               | Bayern Monaco           | BL                      | 9          | 4          | CG              | 2               | 0               | UCL                | 1                  | 0                  | SG          | -           | -           | 12     | 4      |        |
| 2020-gen. 2021          | Bayern Monaco           | BL                      | 3          | 0          | CG              | 0               | 0               | UCL                | 1                  | 0                  | SG+SU+Cmc   | 1+0+0       | 0           | 5      | 0      |        |
| Totale Bayern Monaco    | Totale Bayern Monaco    | Totale Bayern Monaco    | 12         | 4          |                 | 2               | 0               |                    | 2                  | 0                  |             | 1           | 0           | 17     | 4      |        |
| gen.-giu. 2021          | Parma                   | A                       | 4          | 0          | CI              | -               | -               | -                  | -                  | -                  | -           | -           | -           | 4      | 0      |        |
| 2021-2022               | Anderlecht              | D1                      | 32+6       | 15+1       | CB              | 6               | 2               | UECL               | 3                  | 0                  | -           | -           | -           | 47     | 18     |        |
| 2022-2023               | Bologna                 | A                       | 19         | 2          | CI              | 2               | 0               | -                  | -                  | -                  | -           | -           | -           | 21     | 2      |        |
| 2023-2024               | Bologna                 | A                       | 35         | 11         | CI              | 3               | 1               | -                  | -                  | -                  | -           | -           | -           | 38     | 12     |        |
| Totale Bologna          | Totale Bologna          | Totale Bologna          | 54         | 13         |                 | 5               | 1               |                    | 0                  | 0                  |             | 0           | 0           | 59     | 14     |        |
| 2024-2025               | Manchester Utd          | PL                      | 32         | 3          | FACup+CdL       | 3+3             | 1+1             | UEL                | 11                 | 2                  | CS          | 0           | 0           | 49     | 7      |        |
| Totale carriera         | Totale carriera         | Totale carriera         | 172        | 42         |                 | 19              | 5               |                    | 18                 | 2                  |             | 1           | 0           | 210    | 49     |        |

### Cronologia presenze e reti in nazionale
| Cronologia completa delle presenze e delle reti in nazionale ― Paesi Bassi | Cronologia completa delle presenze e delle reti in nazionale ― Paesi Bassi | Cronologia completa delle presenze e delle reti in nazionale ― Paesi Bassi | Cronologia completa delle presenze e delle reti in nazionale ― Paesi Bassi | Cronologia completa delle presenze e delle reti in nazionale ― Paesi Bassi | Cronologia completa delle presenze e delle reti in nazionale ― Paesi Bassi | Cronologia completa delle presenze e delle reti in nazionale ― Paesi Bassi | Cronologia completa delle presenze e delle reti in nazionale ― Paesi Bassi |
| Data                                                                       | Città                                                                      | In casa                                                                    | Risultato                                                                  | Ospiti                                                                     | Competizione                                                               | Reti                                                                       | Note                                                                       |
| -------------------------------------------------------------------------- | -------------------------------------------------------------------------- | -------------------------------------------------------------------------- | -------------------------------------------------------------------------- | -------------------------------------------------------------------------- | -------------------------------------------------------------------------- | -------------------------------------------------------------------------- | -------------------------------------------------------------------------- |
| 6-7-2024                                                                   | Berlino                                                                    | Paesi Bassi                                                                | 2 – 1                                                                      | Turchia                                                                    | Euro 2024 - Quarti di finale                                               | -                                                                          | 87’                                                                        |
| 10-7-2024                                                                  | Dortmund                                                                   | Paesi Bassi                                                                | 1 – 2                                                                      | Inghilterra                                                                | Euro 2024 - Semifinale                                                     | -                                                                          | 90+3’                                                                      |
| 7-9-2024                                                                   | Eindhoven                                                                  | Paesi Bassi                                                                | 5 – 2                                                                      | Bosnia ed Erzegovina                                                       | UEFA Nations League 2024-2025 - 1º turno                                   | 1                                                                          | 74’                                                                        |
| 11-10-2024                                                                 | Budapest                                                                   | Ungheria                                                                   | 1 – 1                                                                      | Paesi Bassi                                                                | UEFA Nations League 2024-2025 - 1º turno                                   | -                                                                          | 76’                                                                        |
| 14-10-2024                                                                 | Monaco di Baviera                                                          | Germania                                                                   | 1 – 0                                                                      | Paesi Bassi                                                                | UEFA Nations League 2024-2025 - 1º turno                                   | -                                                                          | 75’                                                                        |
| 19-11-2024                                                                 | Zenica                                                                     | Bosnia ed Erzegovina                                                       | 1 – 1                                                                      | Paesi Bassi                                                                | UEFA Nations League 2024-2025 - 1º turno                                   | -                                                                          | 77’                                                                        |
| Totale                                                                     |                                                                            | Presenze                                                                   | 6                                                                          |                                                                            | Reti                                                                       | 1                                                                          |                                                                            |

| Cronologia completa delle presenze e delle reti in nazionale ― Paesi Bassi under 21 | Cronologia completa delle presenze e delle reti in nazionale ― Paesi Bassi under 21 | Cronologia completa delle presenze e delle reti in nazionale ― Paesi Bassi under 21 | Cronologia completa delle presenze e delle reti in nazionale ― Paesi Bassi under 21 | Cronologia completa delle presenze e delle reti in nazionale ― Paesi Bassi under 21 | Cronologia completa delle presenze e delle reti in nazionale ― Paesi Bassi under 21 | Cronologia completa delle presenze e delle reti in nazionale ― Paesi Bassi under 21 | Cronologia completa delle presenze e delle reti in nazionale ― Paesi Bassi under 21 |
| Data                                                                                | Città                                                                               | In casa                                                                             | Risultato                                                                           | Ospiti                                                                              | Competizione                                                                        | Reti                                                                                | Note                                                                                |
| ----------------------------------------------------------------------------------- | ----------------------------------------------------------------------------------- | ----------------------------------------------------------------------------------- | ----------------------------------------------------------------------------------- | ----------------------------------------------------------------------------------- | ----------------------------------------------------------------------------------- | ----------------------------------------------------------------------------------- | ----------------------------------------------------------------------------------- |
| 8-10-2020                                                                           | Venlo                                                                               | Paesi Bassi under 21                                                                | 5 – 0                                                                               | Gibilterra under 21                                                                 | Qual. Europeo Under-21 2021                                                         | -                                                                                   | 59’                                                                                 |
| 13-10-2020                                                                          | Pafo                                                                                | Cipro under 21                                                                      | 0 – 7                                                                               | Paesi Bassi under 21                                                                | Qual. Europeo Under-21 2021                                                         | -                                                                                   | 45’ 61’                                                                             |
| 15-11-2020                                                                          | Almere                                                                              | Paesi Bassi under 21                                                                | 5 – 0                                                                               | Bielorussia under 21                                                                | Qual. Europeo Under-21 2021                                                         | -                                                                                   | 61’                                                                                 |
| 7-9-2021                                                                            | Deventer                                                                            | Paesi Bassi under 21                                                                | 3 – 0                                                                               | Moldavia under 21                                                                   | Qual. Europeo Under-21 2023                                                         | 1                                                                                   |                                                                                     |
| 8-10-2021                                                                           | Losanna                                                                             | Svizzera under 21                                                                   | 2 – 2                                                                               | Paesi Bassi under 21                                                                | Qual. Europeo Under-21 2023                                                         | 2                                                                                   |                                                                                     |
| 12-10-2021                                                                          | Nimega                                                                              | Paesi Bassi under 21                                                                | 5 – 0                                                                               | Galles under 21                                                                     | Qual. Europeo Under-21 2023                                                         | -                                                                                   |                                                                                     |
| 12-11-2021                                                                          | Almere                                                                              | Paesi Bassi under 21                                                                | 3 – 1                                                                               | Bulgaria under 21                                                                   | Qual. Europeo Under-21 2023                                                         | 2                                                                                   | Cap.                                                                                |
| 15-11-2021                                                                          | Gibilterra                                                                          | Gibilterra under 21                                                                 | 0 – 7                                                                               | Paesi Bassi under 21                                                                | Qual. Europeo Under-21 2023                                                         | 2                                                                                   | Cap.                                                                                |
| 25-3-2022                                                                           | Sofia                                                                               | Bulgaria under 21                                                                   | 0 – 0                                                                               | Paesi Bassi under 21                                                                | Qual. Europeo Under-21 2023                                                         | -                                                                                   | Cap.                                                                                |
| 29-3-2022                                                                           | Deventer                                                                            | Paesi Bassi under 21                                                                | 2 – 0                                                                               | Svizzera under 21                                                                   | Qual. Europeo Under-21 2023                                                         | -                                                                                   | Cap. 69’                                                                            |
| 3-6-2022                                                                            | Chișinău                                                                            | Moldavia under 21                                                                   | 0 – 3                                                                               | Paesi Bassi under 21                                                                | Qual. Europeo Under-21 2023                                                         | -                                                                                   | 64’                                                                                 |
| 11-6-2022                                                                           | Llanelli                                                                            | Galles under 21                                                                     | 0 – 1                                                                               | Paesi Bassi under 21                                                                | Qual. Europeo Under-21 2023                                                         | -                                                                                   | 37’ 46’                                                                             |
| 27-3-2023                                                                           | Murcia                                                                              | Rep. Ceca under 21                                                                  | 1 – 1                                                                               | Paesi Bassi under 21                                                                | Amichevole                                                                          | -                                                                                   | 69’                                                                                 |
| 21-6-2023                                                                           | Tbilisi                                                                             | Belgio under 21                                                                     | 0 – 0                                                                               | Paesi Bassi under 21                                                                | Europeo Under-21 2023 - 1º turno                                                    | -                                                                                   | 77’                                                                                 |
| Totale                                                                              |                                                                                     | Presenze                                                                            | 14                                                                                  |                                                                                     | Reti                                                                                | 7                                                                                   |                                                                                     |

## Palmarès

### Club

#### Competizioni regionali
- Regionalliga Bayern: 1

Bayern Monaco II: 2018-2019

#### Competizioni nazionali
- 3. Liga: 1

Bayern Monaco II: 2019-2020
- Campionato tedesco: 1

Bayern Monaco: 2019-2020
- Coppa di Germania: 1

Bayern Monaco: 2019-2020
- Supercoppa di Germania: 2

Bayern Monaco: 2020, 2022

### Individuale
- Premi Lega Serie A: 1

Miglior Under 23: 2023-2024
- Gran Galà del calcio AIC: 1

Squadra dell'anno: 2024